# Stade de l’Unité Africaine
Stade de l’Unité Africaine – wielofunkcyjny stadion w Mu’askarze, w Algierii. Został otwarty 11 grudnia 1986 roku. Może pomieścić 22 000 widzów. Swoje spotkania rozgrywają na nim piłkarze klubu GC Mascara.
Stadion został otwarty 11 grudnia 1986 roku, a na inaugurację rozegrano na nim towarzyski mecz piłkarskich reprezentacji Algierii i Wybrzeża Kości Słoniowej (2:1). Obiekt pełni rolę głównego stadionu w mieście, w czym zastąpił istniejący od 1925 roku Stade Meflah Aoued. Swoje spotkania na stadionie rozgrywają piłkarze klubu GC Mascara.